# Чеза (Арецо)
Чеза је насеље у Италији у округу Арецо, региону Тоскана.
Према процени из 2011. у насељу је живело 1387 становника. Насеље се налази на надморској висини од 249 м.

## Становништво
Према резултатима пописа становништва 2011. у општини је живело 8.496 становника.
| 1951. | 1961. | 1971. | 1981. | 1991. | 2001. | 2011. |
| ----- | ----- | ----- | ----- | ----- | ----- | ----- |
| 4.012 | 4.724 | 5.110 | 5.678 | 6.751 | 7.460 | 8.496 |